# Johannes Walter Sluse
Johannes Walter Sluse (né le 14 janvier 1628 à Visé ou Liège, en Belgique, alors dans la Principauté de Liège et mort le 16 juillet 1687 à Rome) est un cardinal liégeois du XVIIe siècle. Il est le frère du mathématicien renommé René François Walter de Sluse.

## Biographie
Sluse exerce des fonctions au sein de la curie romaine, notamment au Tribunal suprême de la Signature apostolique et comme secrétaire des brefs apostoliques.
Le pape Innocent XI le crée cardinal le 2 septembre 1686. Sa bibliothèque, la Bibliotheca Slusiana est riche.
Le cardinal Sluze meurt à Rome le 16 juillet 1687, à l'âge de 59 ans. Sa tombe est dans l'église Santa Maria dell'Anima à Rome.

### Sources
- Fiche du cardinal sur le site fiu.edu